# Diana-Koboldmaki
Der Diana-Koboldmaki (Tarsius dentatus, Syn.: Tarsius dianae) ist eine Primatenart aus der Gruppe der Koboldmakis. T. dentatus und T. dianae wurden als zwei getrennte Arten beschrieben, heute gelten sie als konspezifisch.
Mit dem Artzusatz dianae wurde die US-amerikanische Primatenforscherin Dian Fossey geehrt.

## Merkmale
Diana-Koboldmakis sind wie alle Koboldmakis sehr kleine Primaten, sie erreichen eine Kopfrumpflänge von 11,5 bis 12,5 Zentimetern. Der Schwanz ist mit 22 bis 25 Zentimeter deutlich länger, er ist bis auf ein Haarbüschel an der Spitze unbehaart. Das Gewicht dieser Tiere beträgt 95 bis 130 Gramm. Das Fell ist grau gefärbt. Wie bei allen Koboldmakis sind die Hinterbeine als Anpassung an die springende Fortbewegung sehr lang, auch die Fußwurzeln sind verlängert. Auffälligstes Merkmal des rundlichen Kopfes sind wie bei allen Koboldmakis die vergrößerten Augen. Vom nahe verwandten Sulawesi-Koboldmaki unterscheidet sich der Diana-Koboldmaki in den weißen Haaren an der Ober- und Unterlippe, an den auffälligeren Ringen um die Augen und weiteren Details im Schädelbau.

## Verbreitung und Lebensraum

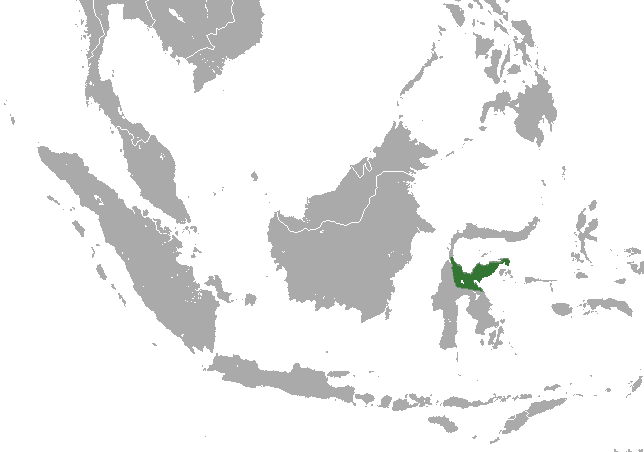
Verbreitungsgebiet (grün)

Diese Primaten sind auf der indonesischen Insel Sulawesi endemisch. Sie bewohnen den zentralen Teil der Insel und die östliche Halbinsel. Ihr Lebensraum sind Regen- und Mangrovenwälder, wobei sie häufiger in Sekundärwäldern vorkommen.

## Lebensweise und Ernährung
Diana-Koboldmakis sind wie alle Koboldmakis nachtaktive Baumbewohner, die tagsüber im dichten Pflanzenbewuchs schlafen. In der Nacht begeben sie sich auf Nahrungssuche, dabei bewegen sie sich senkrecht kletternd und springend fort. Sie bewegen sich aber häufiger als andere Koboldmakiarten auf allen vieren fort.
Die Tiere leben in Gruppen von zwei bis sieben Tieren. Gruppen setzen sich aus einem Männchen, einem bis drei Weibchen und dem gemeinsamen Nachwuchs zusammen. Die Gruppenmitglieder schlafen gemeinsam, wenn auch ohne Körperkontakt, und treffen sich auch bei der Nahrungssuche regelmäßig. Es sind territoriale Tiere, die Reviere von 1 bis 2 Hektar bewohnen. Das Revier wird mit Urin markiert.
Am Morgen lassen Diana-Koboldmakis Duettgesänge erklingen. Diese Gesänger weisen Artgenossen auf das eigene Revier hin und stärken vermutlich auch den Zusammenhalt innerhalb der Gruppe.
Diese Primaten sind wie alle Koboldmakis reine Fleischfresser. Sie ernähren sich vorwiegend von Insekten, etwa Grillen, Springschrecken und Nachtfalter. In geringem Ausmaß nehmen sie auch kleine Wirbeltiere zu sich.

## Gefährdung
Die Hauptbedrohung der Diana-Koboldmakis stellt die Zerstörung ihres Lebensraumes durch Waldrodungen dar. Weitere Gefahren sind die Bejagung durch Haustiere (wie Katzen) und der Heimtierhandel. Die IUCN listet die Art als „gefährdet“ (vulnerable).